# Lo Manthang
Lo Manthang (Nepali लोमान्थाङ) ist ein Dorf und ein Village Development Committee im Distrikt Mustang im oberen Flusstal des Kali Gandaki.
Der Ort Lo Manthang liegt 2 km westlich des Kali Gandaki auf einer Höhe von 3840 m. Lo Manthang war die befestigte Hauptstadt des ehemaligen Königreichs Lo und wurde 1380 gegründet.

## Einwohner
Bei der Volkszählung 2011 hatte Lo Manthang 569 Einwohner (davon 276 Männer) in 172 Haushalten.

## Dörfer und Weiler
Lo Manthang besteht aus mehreren Dörfern und Weilern:
- Chhorak (3780 m)
- Durang (3764 m)
- Lo Manthang (3809 m ⊙)
- Suruk (3741 m)

## Galerie

Lo Manthang
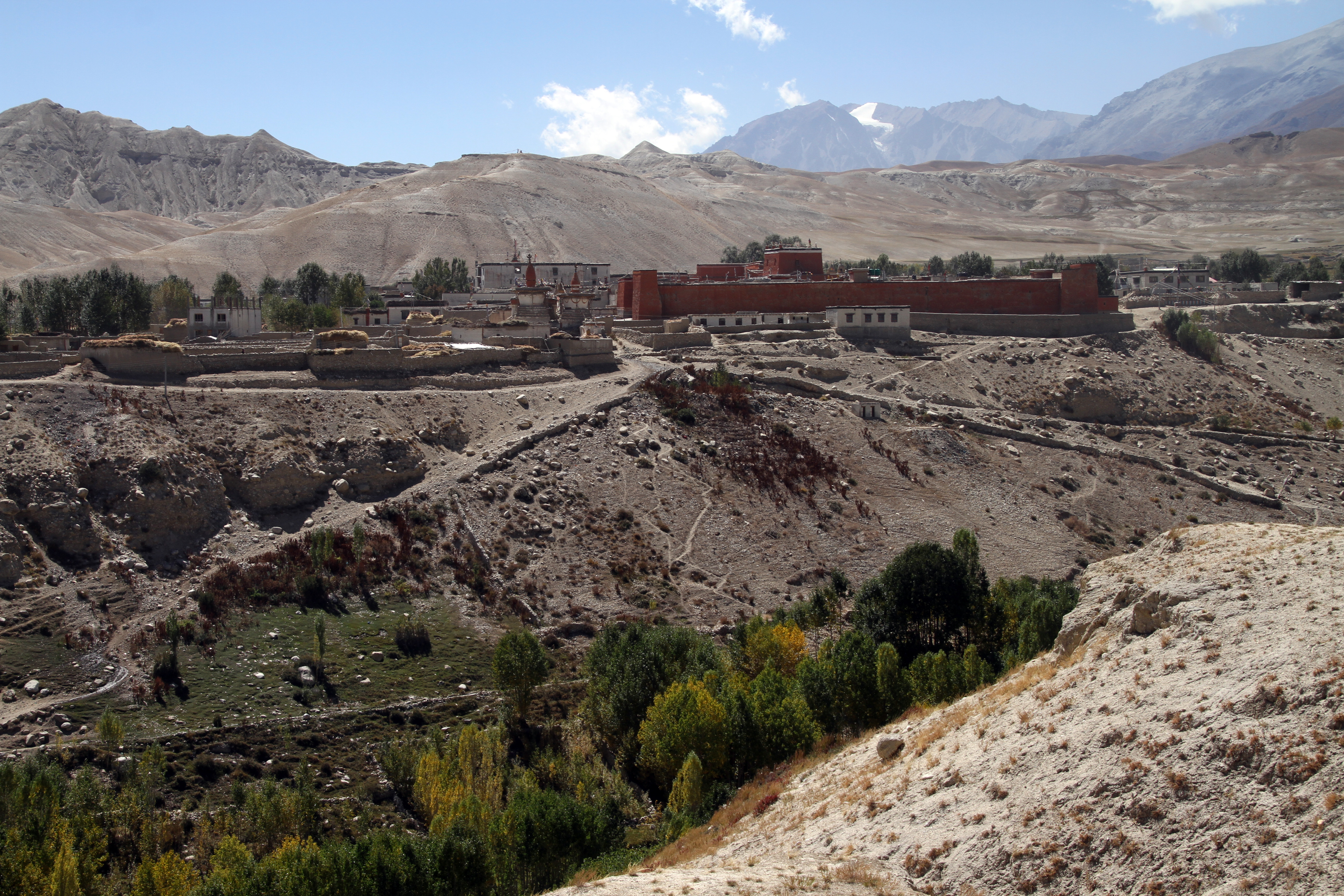
Lage
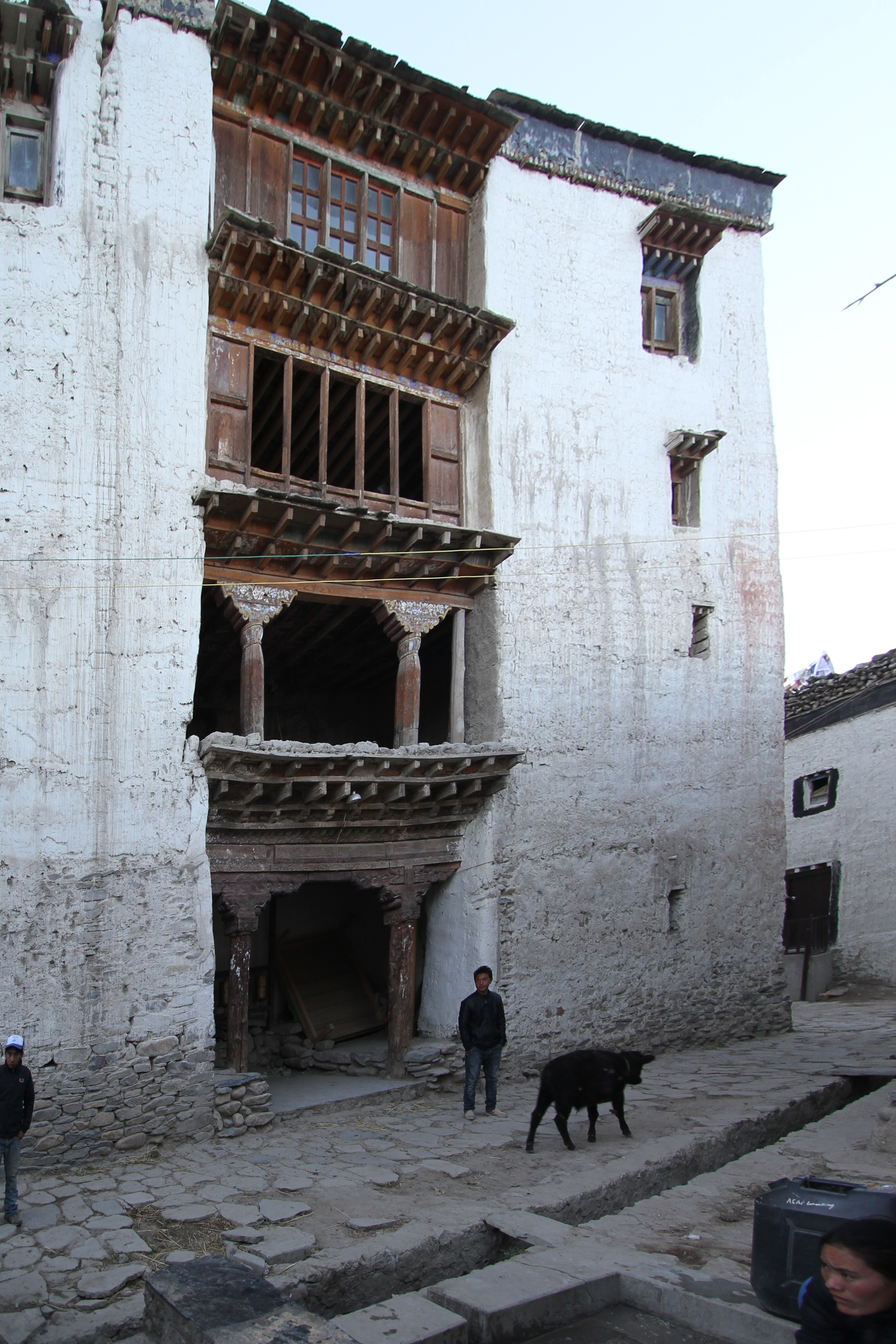
Königspalast
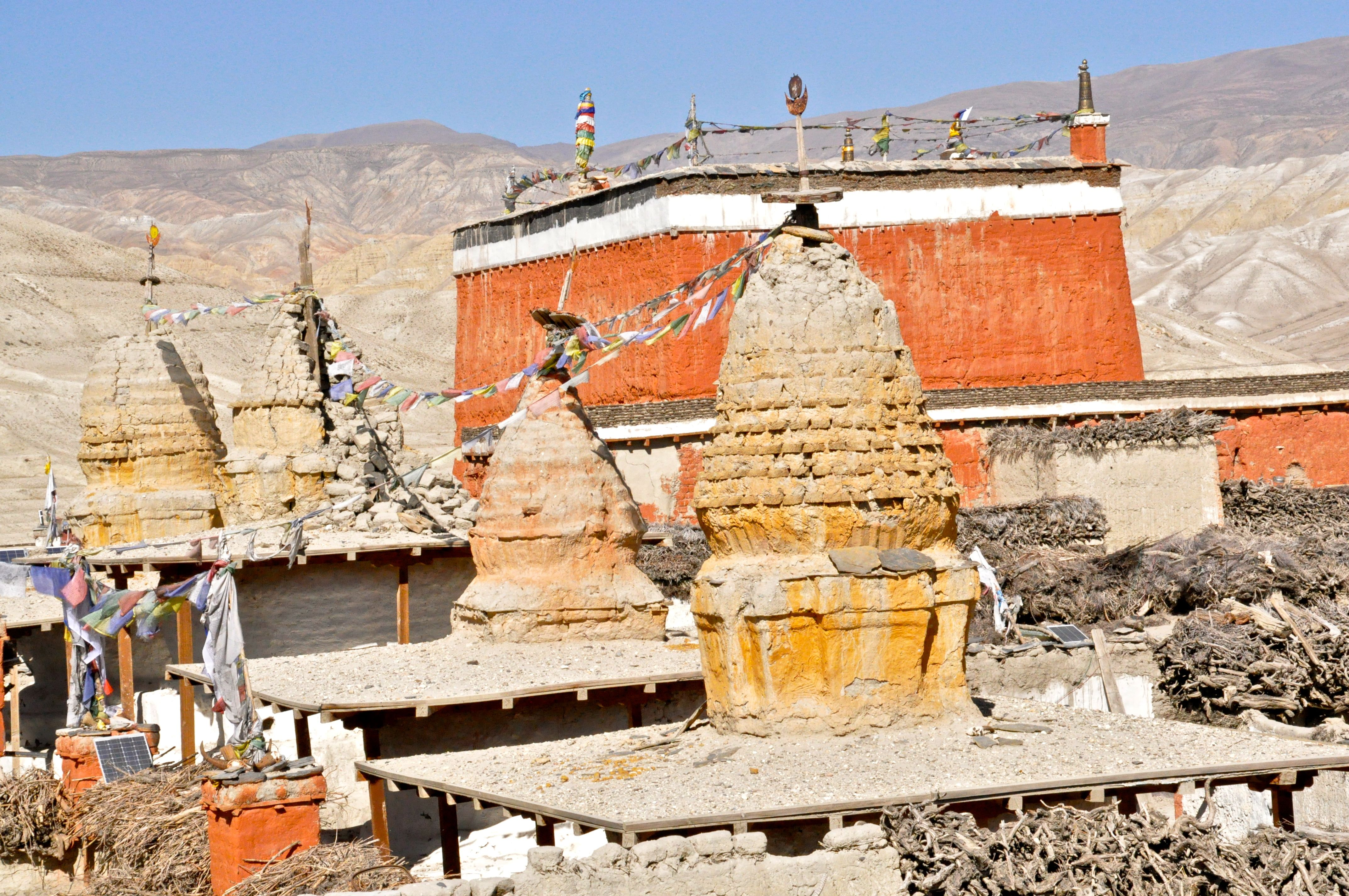
Jampa Lhakhang
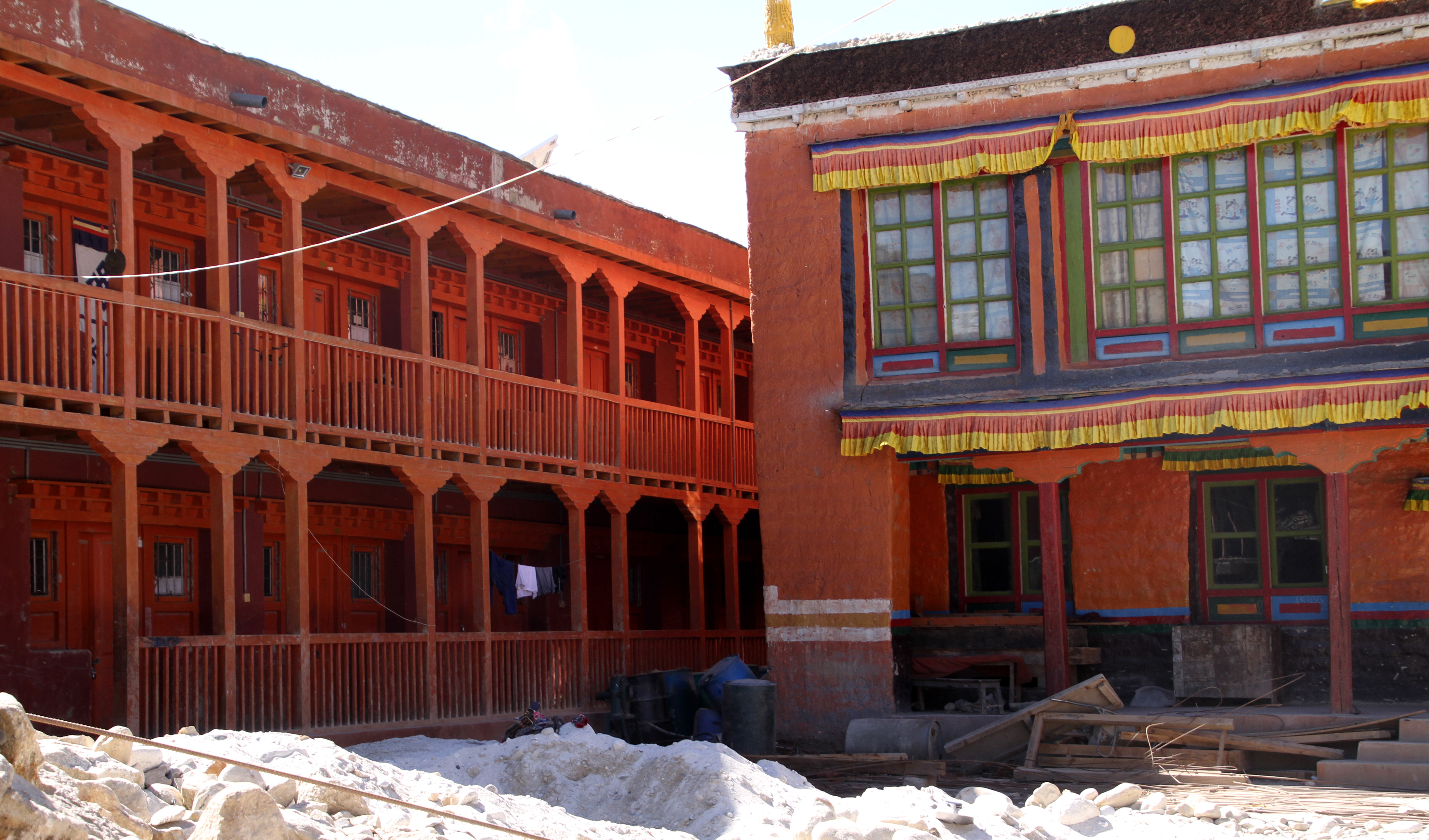
Choede Lhakhang
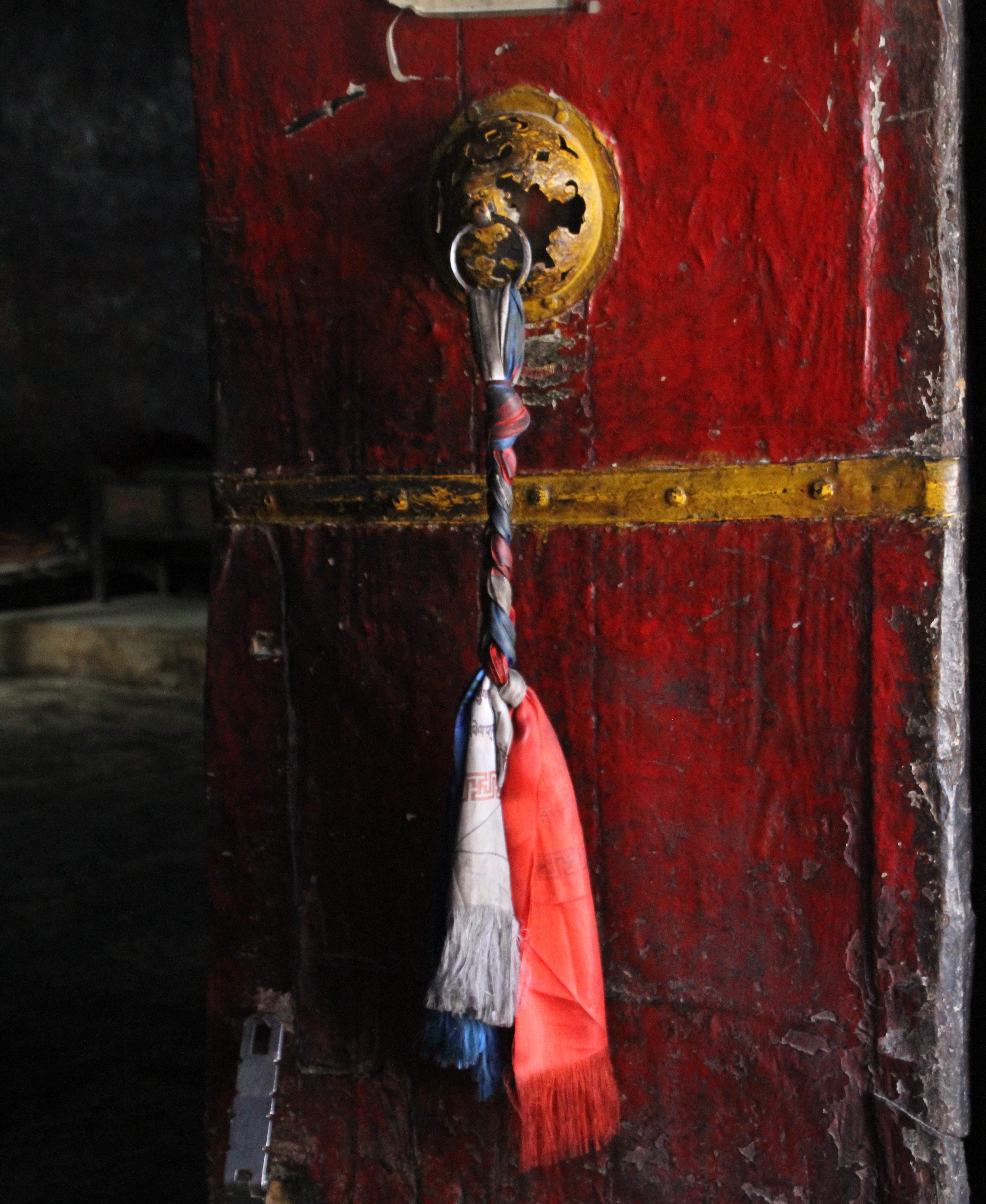
Choede Lhakhang
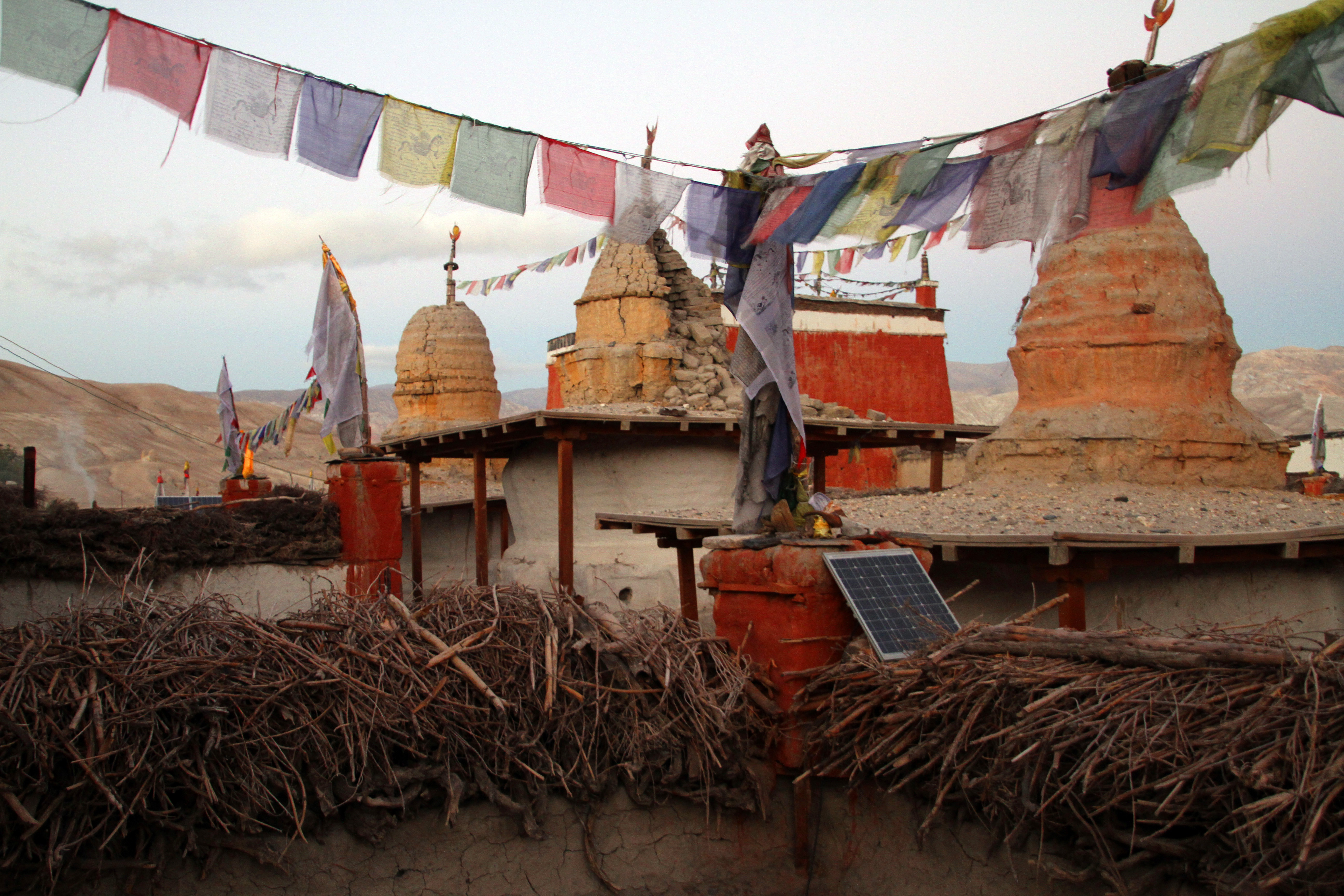
Symbole
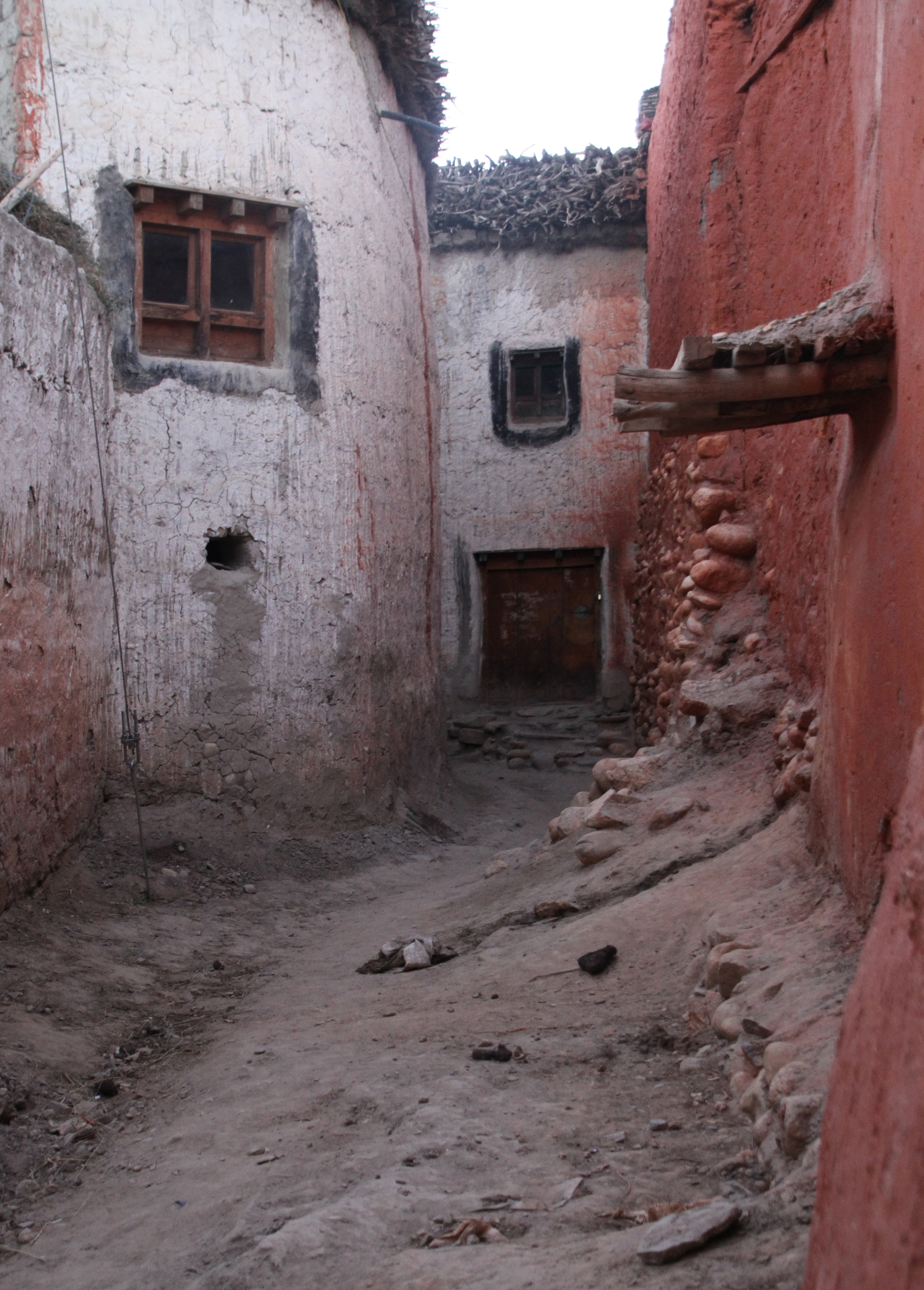
Gasse
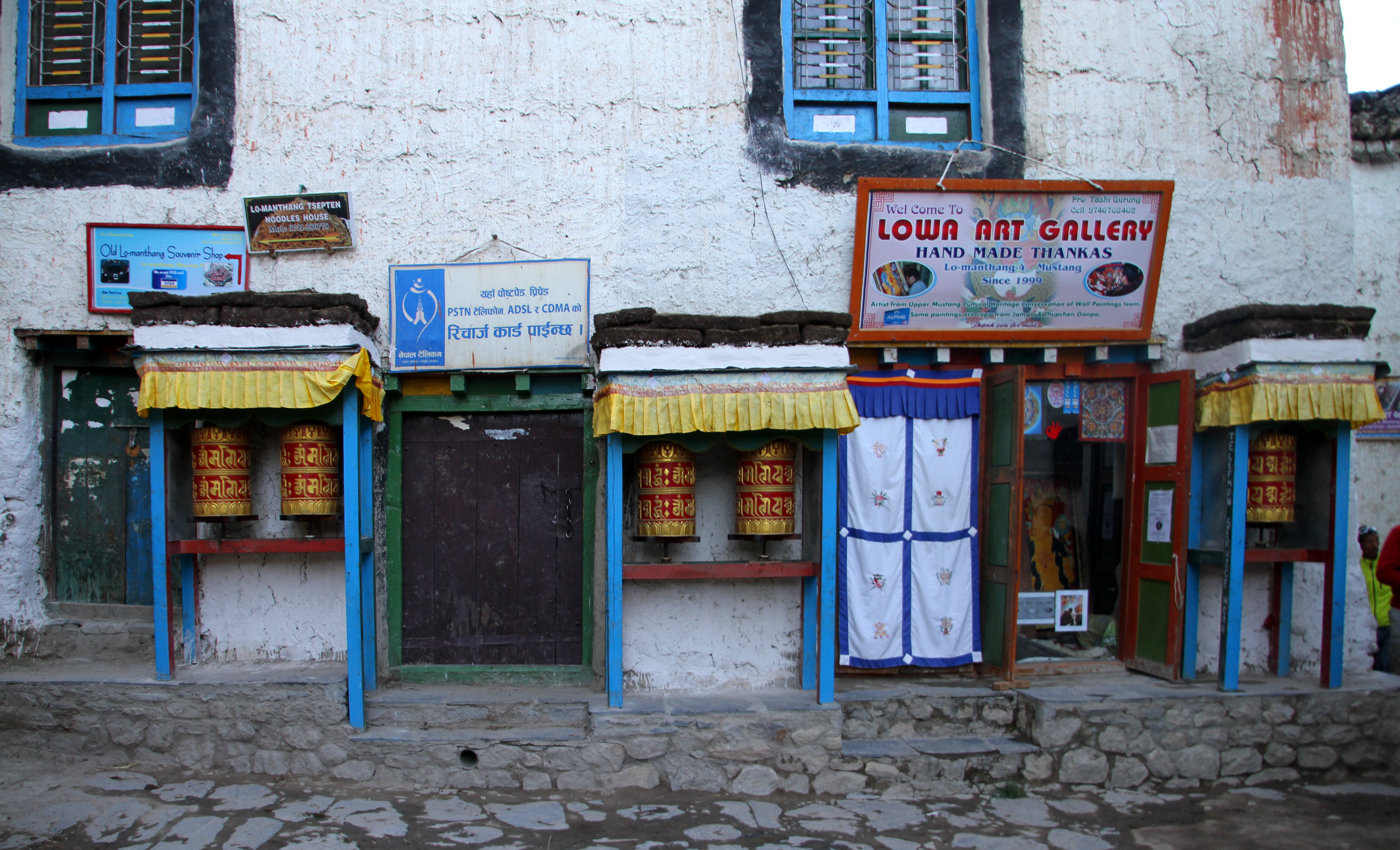
Läden